# Leptura longipennis
Leptura longipennis är en skalbaggsart som beskrevs av Statz 1938. Leptura longipennis ingår i släktet Leptura och familjen långhorningar. Inga underarter finns listade i Catalogue of Life.